# ۷۲۳ (میلادی)
۷۲۳ (میلادی) هفتصد و بیست و سومین سال تقویم میلادی است.

## درگذشتگان
‎